# إدارة أمازوناس
إدارة أمازوناس وهي واحدة من 32 إدارة في كولومبيا، تقع في الجزء الجنوبي من البلاد.